# 克里斯托弗·巴顿
克里斯托弗·巴顿（英語：Christopher Barton，1927年11月21日—2013年8月18日），英国男子赛艇运动员。他曾代表英国参加1948年夏季奥林匹克运动会赛艇比赛，获得男子八人单桨有舵手银牌。